# Moulins-en-Tonnerrois
Moulins-en-Tonnerrois ist eine französische Gemeinde mit 108 Einwohnern (Stand: 1. Januar 2022) im Département Yonne in der Region Bourgogne-Franche-Comté (vor 2016 Bourgogne) im Osten Frankreichs. Die Gemeinde gehört zum Arrondissement Avallon und zum Kanton Chablis (bis 2015 Noyers). 

## Geografie
Moulins-en-Tonnerrois liegt etwa 38 Kilometer ostsüdöstlich von Auxerre. Umgeben wird Moulins-en-Tonnerrois von den Nachbargemeinden Sambourg im Norden, Argenteuil-sur-Armançon im Osten, Pasilly im Süden und Südosten, Censy im Süden sowie Noyers im Westen.

## Einwohnerentwicklung
| Jahr                      | 1962 | 1968 | 1975 | 1982 | 1990 | 1999 | 2006 | 2013 |
| ------------------------- | ---- | ---- | ---- | ---- | ---- | ---- | ---- | ---- |
| Einwohner                 | 166  | 154  | 153  | 125  | 131  | 125  | 116  | 105  |
| Quelle: Cassini und INSEE |      |      |      |      |      |      |      |      |

## Sehenswürdigkeiten
- Kirche Saint-Aignan
- Kalvarie aus dem 18. Jahrhundert, Monument historique seit 1912